# 45 R.P.M. Club
45 R.P.M. Club est le premier des quatre EP japonais du groupe de synthpop norvégien a-ha, sorti en 1986, et contenant des versions maxi de quelques titres extraits de l'album Hunting High and Low ainsi qu'une face b. Il a été uniquement publié au Japon. Il s'agit d'une sorte de réédition du maxi 45 tours de The Sun Always Shines on T.V., avec en plus la maxi version de Take on Me. Les pistes 1 et 2 ont été incluses dans la version Deluxe 2010 de l'album Hunting High and Low et toutes les pistes ont été incluses dans la version expanded 2015 de l'album Hunting High and Low.

## Titres
| No | Titre                                                | Durée |
| -- | ---------------------------------------------------- | ----- |
| 1. | The Sun Always Shines on T.V. (Extended Version)     | 8:25  |
| 2. | Driftwood                                            | 3:06  |
| 3. | Take on Me (Extended Version)                        | 4:47  |
| 4. | The Sun Always Shines on T.V. (Instrumental Version) | 6:38  |